# C. V. Rajendran
Chithamur Vijayaraghavulu Rajendran, mais conhecido como C. V. Rajendran, (12 de março de 1937 - 1º de abril de 2018) foi um diretor e produtor de cinema indiano que trabalhou na indústria cinematográfica tâmil, telugo, malaiala, canaresa e hindi.
Ele era irmão do famoso diretor C. V. Sridhar. Rajendran morreu aos 81 anos no Hospital Internacional MIOT, em Chenai.

## Filmografia
| Ano  | Filme                      | Idioma   | Notas                                 |
| ---- | -------------------------- | -------- | ------------------------------------- |
| 1963 | Dil Ek Mandir              | Hindi    |                                       |
| 1963 | Nenjam Marappathillai      | Tâmil    |                                       |
| 1964 | Kadhalikka Neramillai      | Tâmil    |                                       |
| 1964 | Kalai Kovil                | Tâmil    |                                       |
| 1965 | Vennira Aadai              | Tâmil    |                                       |
| 1966 | Kodimalar                  | Tâmil    |                                       |
| 1967 | Nenjirukkum Varai          | Tâmil    |                                       |
| 1967 | Anubavam Pudhumai          | Tâmil    |                                       |
| 1968 | Galatta Kalyanam           | Tâmil    |                                       |
| 1969 | Nil Gavani Kadhali         | Tâmil    |                                       |
| 1970 | Veettuku Veedu             | Tâmil    |                                       |
| 1971 | Pudhiya Vazhkai            | Tâmil    |                                       |
| 1971 | Sumathi En Sundari         | Tâmil    |                                       |
| 1972 | Nawab Naarkali             | Tâmil    |                                       |
| 1972 | Raja                       | Tâmil    | Remake de Johny Mera Naam             |
| 1972 | Needhi                     | Tâmil    | Remake de Dushman                     |
| 1973 | Nyayam Ketkirom            | Tâmil    |                                       |
| 1973 | Ponnoonjal                 | Tâmil    |                                       |
| 1973 | Manidharil Manikkam        | Tâmil    |                                       |
| 1974 | En Magan                   | Tâmil    | Remake de Be-Imaan                    |
| 1974 | Sivagamiyin Selvan         | Tâmil    | Remake de Aradhana                    |
| 1974 | Vani Rani                  | Tâmil    | Remake de Seeta Aur Geeta             |
| 1975 | Thrimurthy                 | Canarês  |                                       |
| 1975 | Dulhan                     | Hindi    | Remake de Sharada                     |
| 1975 | Maalai Sooda Vaa           | Tâmil    |                                       |
| 1976 | Unakkaga Naan              | Tâmil    | Remake de Namak Haraam                |
| 1977 | Galate Samsara             | Canarês  | Remake de Veettuku Veedu              |
| 1977 | Kittu Puttu                | Canarês  | Remake de Anubavi Raja Anubavi        |
| 1978 | Vazhthungal                | Tâmil    |                                       |
| 1978 | Singaporenalli Raja Kulla  | Canarês  |                                       |
| 1979 | Preethi Madu Thamashe Nodu | Canarês  | Remake de Kadhalikka Neramillai       |
| 1979 | Adalu Badalu               | Canarês  |                                       |
| 1979 | Aliya Devaru               | Canarês  | Remake de Galatta Kalyanam            |
| 1979 | Kamala                     | Canarês  |                                       |
| 1980 | Ullasa Paravaigal          | Tâmil    |                                       |
| 1980 | Usha Swayamvara            | Canarês  |                                       |
| 1981 | Garjanai                   | Tâmil    |                                       |
| 1981 | Garjane                    | Canarês  |                                       |
| 1981 | Garjanam                   | malaiala |                                       |
| 1982 | Thyagi                     | Tâmil    |                                       |
| 1982 | Sangili                    | Tâmil    | Remake de Kalicharan                  |
| 1982 | Lottery Ticket             | Tâmil    |                                       |
| 1982 | Prema Mathsara             | Canarês  |                                       |
| 1982 | Puthiya Theerpu            | Tâmil    |                                       |
| 1983 | Sandhippu                  | Tâmil    | Remake de Naseeb                      |
| 1984 | Naane Raja                 | Canarês  |                                       |
| 1984 | Vaazhkai                   | Tâmil    | Remake de Avtaar                      |
| 1984 | Raja Veetu Kannukutti      | Tâmil    |                                       |
| 1984 | Sahachariyam               | malaiala |                                       |
| 1984 | Ungal Veetu Pillai         | Tâmil    |                                       |
| 1985 | Hum Nahin Jhukenge         | Hindi    |                                       |
| 1985 | Unakkaga Oru Roja          | Tâmil    |                                       |
| 1985 | Perumai                    | Tâmil    |                                       |
| 1985 | Puthiya Theerppu           | Tâmil    |                                       |
| 1985 | Chiranjeevi                | Telugu   |                                       |
| 1986 | Poi Mugangal               | Tâmil    |                                       |
| 1986 | Raja Nee Vaazhga           | Tâmil    |                                       |
| 1987 | Poorna Chandra             | Canarês  | Remake de Aarilirunthu Arubathu Varai |
| 1987 | Anand                      | Tâmil    | Remake de Majnu                       |
| 1989 | Chinnappadass              | Tâmil    |                                       |